# 井原村 (広島県)
井原村（いばらむら）は、広島県高田郡にあった村。現在の広島市安佐北区の一部にあたる。

## 地理
- 河川：三篠川[1]

## 歴史
- 1889年（明治22年）4月1日、町村制の施行により、高田郡井原村が単独で村制施行し、井原村が発足[1][2]。
- 1949年（昭和24年）10月1日、高田郡市川村大寺地区を編入[1][2]。
- 1956年（昭和31年）9月30日、高田郡志屋村、高南村、三田村と合併し、町制施行し白木町を新設して廃止された[1][2]。

### 地名の由来
次の説あり
1. 三田郷井村の内で、後に分かれて古名が訛て井原となる。
2. 鍋谷城に居城した井原小四郎にちなむ。

## 産業
- 農業、畜産、養蚕、畳表、和紙[1]

## 交通

### 鉄道
- 1915年（大正4年）芸備鉄道（現芸備線）井原市駅開設[1]